# Sistema Vulcânico Fissural da Terceira
Sistema Vulcânico Fissural da Terceira é uma estrutura tectónica associada ao Rifte da Terceira que atravessa toda a ilha Terceira ao longo de uma faixa com cerca de 2 km de largura, com orientação geral WNW-ESE, que se estende desde o flanco noroeste do Vulcão de Santa Bárbara até à zona do Porto Martins, na extremidade sueste da ilha, prolongando-se para oes-noroeste e para sueste ao longo de estruturas submarinas com a mesma orientação geral.

## Descrição
O Sistema Vulcânico Fissural da Terceira está marcado à superfície por uma zona axial, com cerca de 2 km de largura, definida pela concentração dos centros emissores. O segmento activo deste sistema vulcânico situa-se na região central da ilha, onde se observam diversos alinhamentos de orientação NW-SE a WNW-ESE definidos pela presença de falhas, fracturas e centros monogenéticos que emitiram lavas de natureza traquítica ou basáltica.
A história eruptiva deste sistema vulcânico tem sido dominada por erupções fissurais, maioritariamente basálticas, do tipo havaiano ou do tipo estromboliano. Ao longo dos últimos 10 000 anos ocorreram cerca de 12 erupções, sendo a mais recente a erupção dos Picos Gordos, de abril de 1761, que deu origem aos cones de escórias do Pico do Fogo e do Pico Vermelho, cujas escoadas lávicas chegaram até à freguesia dos Biscoitos.
Para oes-noroeste o sistema prolonga-se através da Crista Submarina da Serreta, que tem a sua máxima expressão em elevação na Baixa da Serreta e na qual ocorreram as erupções submarinas de 1867 e de 1998-2000. 